# Pandanus pilaris
Pandanus pilaris är en enhjärtbladig växtart som beskrevs av Henry Nicholas Ridley. Pandanus pilaris ingår i släktet Pandanus och familjen Pandanaceae. Inga underarter finns listade.